# Conséquences de la pandémie de Covid-19 sur le secteur musical
La pandémie de Covid-19 a eu de nombreuses conséquences sur le secteur musical.

## Festivals de musique impactés

### Afrique du Sud
| Festival                              | Lieu      | Détails                | Source |
| ------------------------------------- | --------- | ---------------------- | ------ |
| Cape Town International Jazz Festival | Cape Town | Édition 2020 reportée. | [ 1 ]  |

### Allemagne
| Festival        | Lieu                       | Détails               | Source |
| --------------- | -------------------------- | --------------------- | ------ |
| Rock am Ring    | Nürburgring, Nürburg       | Édition 2020 annulée. | [ 2 ]  |
| Rock im Park    | Nuremberg                  | Édition 2020 annulée. | [ 2 ]  |
| Wacken Open Air | Wacken, Schleswig-Holstein | Édition 2020 annulée. | [ 2 ]  |

### Argentine
| Festival               | Lieu                                  | Détails                                               | Source |
| ---------------------- | ------------------------------------- | ----------------------------------------------------- | ------ |
| Lollapalooza Argentina | Hipódromo de San Isidro, Buenos Aires | Reprogrammé pour les dates du 27 au 29 novembre 2020. | [ 3 ]  |

### Australie
| Festival                    | Lieu                                                                                     | Détails                                              | Source |
| --------------------------- | ---------------------------------------------------------------------------------------- | ---------------------------------------------------- | ------ |
| Bassinthegrass              | Darwin                                                                                   | Reprogrammé au 15 mai 2021.                          | [ 4 ]  |
| Byron Bay Bluesfest         | Byron Bay                                                                                | Édition 2020 annulée.                                | [ 5 ]  |
| CMC Rocks QLD               | Willowbank Raceway, Ipswich, Queensland                                                  | Édition 2020 annulée.                                |        |
| Dark Mofo                   | Hobart, Tasmania                                                                         | Édition 2020 annulée.                                |        |
| Download Festival Australia | Melbourne Showgrounds, Melbourne, Victoria et The Domain, Sydney, Nouvelle-Galles du Sud | Édition 2020 annulée.                                | [ 6 ]  |
| Melbourne Jazz Festival     | Melbourne, Victoria                                                                      | Édition 2020 annulée.                                |        |
| Splendour in the Grass      | North Byron Parklands, Yelgun, Nouvelle-Galles du Sud                                    | Reprogrammé pour les dates du 23 au 25 octobre 2020. | [ 7 ]  |

### Autriche
| Festival    | Lieu             | Détails               | Source |
| ----------- | ---------------- | --------------------- | ------ |
| Snowbombing | Mayrhofen, Tyrol | Édition 2020 annulée. | [ 8 ]  |

### Belgique
| Festival      | Lieu                   | Détails               | Source |
| ------------- | ---------------------- | --------------------- | ------ |
| Rock Werchter | Festivalpark, Werchter | Édition 2020 annulée. | [ 9 ]  |
| Tomorrowland  | Boom, Anvers           | Édition 2020 annulée. | [ 10 ] |

### Brésil
| Festival            | Lieu                               | Détails                                             | Source |
| ------------------- | ---------------------------------- | --------------------------------------------------- | ------ |
| Lollapalooza Brazil | Autódromo de Interlagos, São Paulo | Reprogrammé pour les dates du 4 au 6 décembre 2020. | [ 11 ] |

### Canada
| Festival                                   | Lieu                        | Détails               | Source |
| ------------------------------------------ | --------------------------- | --------------------- | ------ |
| Festival international de jazz de Montréal | Montreal, Quebec            | Édition 2020 annulée. | [ 12 ] |
| Festival international de jazz d'Ottawa    | Ottawa, Ontario             | Édition 2020 annulée. | [ 12 ] |
| Shambhala                                  | Salmo, Colombie-Britannique | Édition 2020 annulée. | [ 13 ] |

### Chili
| Festival           | Lieu                     | Détails                                               | Source |
| ------------------ | ------------------------ | ----------------------------------------------------- | ------ |
| Lollapalooza Chile | O'Higgins Park, Santiago | Reprogrammé pour les dates du 27 au 29 novembre 2020. | [ 3 ]  |

### Colombie
| Festival                | Lieu   | Détails                                                      | Source |
| ----------------------- | ------ | ------------------------------------------------------------ | ------ |
| Estéreo Picnic Festival | Bogotá | Reporté. Reprogrammé pour les dates du 4 au 6 décembre 2020. | [ 14 ] |

### Danemark
| Festival          | Lieu     | Détails               | Source |
| ----------------- | -------- | --------------------- | ------ |
| Roskilde Festival | Roskilde | Édition 2020 annulée. | [ 15 ] |

### Émirats arabes unis
| Festival        | Lieu                | Détails               | Source |
| --------------- | ------------------- | --------------------- | ------ |
| Ultra Abu Dhabi | Du Arena, Abu Dhabi | Édition 2020 annulée. |        |

### Espagne
| Festival                  | Lieu                                 | Détails               | Source |
| ------------------------- | ------------------------------------ | --------------------- | ------ |
| Primavera Sound Barcelona | Parc del Fòrum, Barcelone, Catalonia | Édition 2020 annulée. |        |

### Estonie
| Festival           | Lieu    | Détails                     | Source |
| ------------------ | ------- | --------------------------- | ------ |
| Tallinn Music Week | Tallinn | Reprogrammé pour août 2020. | [ 16 ] |

### États-Unis
(juin 2025).
| Festival                                 | Lieu                                                           | Détails | Source |
| ---------------------------------------- | -------------------------------------------------------------- | --- | ------ |
| 80/35 Music Festival                     | Western Gateway Park, Des Moines, Iowa                         | Édition 2020 annulée. | [ 12 ] |
| Afro Nation Puerto Rico                  | Balneario de Carolina, Carolina, Porto Rico                    | Édition 2020 annulée. |        |
| Beale Street Music Festival              | Tom Lee Park, Memphis, Tennessee                               | Reporté. Reprogrammé aux dates du 16 au 18 octobre 2020                                                                                | [ 17 ] |
| Beyond Wonderland                        | NOS Events Center, San Bernardino, Californie                  | Édition 2020 annulée. | [ 18 ] |
| Big Ears Festival                        | Knoxville, Tennessee                                           | Édition 2020 annulée. |        |
| Billboard LatinFest+                     | Las Vegas, Nevada                                              | Édition 2020 annulée. Gagnants annoncés en ligne le 18 mai 2020.                                                                       | [ 19 ] |
| Bonnaroo Music Festival                  | Great Stage Park, Manchester, Tennessee                        | Reporté aux dates du 24 au 27 septembre 2020.                                                                                          | [ 20 ] |
| Boston Calling Music Festival            | Harvard Athletic Complex, Boston, Massachusetts                | Édition 2020 annulée. | [ 21 ] |
| BottleRock Napa Valley                   | Napa Valley Expo, Napa, Californie                             | Reporté. Reporté aux dates du 2 au 4 octobre 2020.                                                                                     |        |
| The BPM Festival: Miami                  | The Lawn at Island Gardens, Miami, Floride                     | Reporté. | [ 12 ] |
| BUKU Music + Art Project Festival        | Mardi Gras World, La Nouvelle-Orléans, Louisiane               | Édition 2020 annulée. | [ 22 ] |
| Bunbury Music Festival                   | Sawyer Point Park & Yeatman's Cove, Cincinnati, Ohio           | Édition 2020 annulée. |        |
| Burger Boogaloo                          | Mosswood Park, Oakland, California                             | Reporté aux dates du 31 octobre au 1er novembre 2020.                                                                                  | [ 12 ] |
| California Roots Music and Arts Festival | Monterey County Fairgrounds, Monterey, Californie              | Reprogrammé du 9 au 11 octobre 2020.                                                                                                   | [ 23 ] |
| Calle Ocho Festival                      | Little Havana, Miami, Floride                                  | Édition 2020 annulée. | [ 24 ] |
| CMA Music Festival                       | Nashville, Tennessee                                           | Édition 2020 annulée. | [ 25 ] |
| Coachella Valley Music and Arts Festival | Empire Polo Club, Indio, Californie                            | Initially rescheduled to October 9–11 and October 16–18, 2020, and later cancelled.                                                    | [ 26 ] |
| Dreamville Festival                      | Dorothea Dix Park, Raleigh, Caroline du Nord                   | Édition 2020 annulée. | [ 27 ] |
| Electric Daisy Carnival                  | Las Vegas Motor Speedway, Las Vegas, Nevada                    | Reporté. Reprogrammé aux dates du 2 au 4 octobre 2020.                                                                                 | [ 16 ] |
| Epicenter                                | Charlotte Motor Speedway, Concord, Caroline du Nord            | Édition 2020 annulée. | [ 28 ] |
| Essence Music Festival                   | Mercedes-Benz Superdome, La Nouvelle-Orléans, Louisiane        | Édition 2020 annulée. | [ 29 ] |
| Firefly Music Festival                   | The Woodlands of Dover International Speedway, Dover, Delaware | Édition 2020 annulée. |        |
| Forecastle Festival                      | Louisville Waterfront Park, Louisville, Kentucky               | Édition 2020 annulée. | [ 30 ] |
| Gathering of the Juggalos                | Nelson Kennedy Ledges State Park, Garrettsville, Ohio          | Édition 2020 annulée. | [ 31 ] |
| Governors Ball Music Festival            | Randall's Island, New York City, New York                      | Édition 2020 annulée. |        |
| Hangout Music Festival                   | Gulf Shores, Alabama                                           | Édition 2020 annulée. | [ 32 ] |
| Korea Times Music Festival               | Hollywood Bowl, Los Angeles, Californie                        | Reprogrammé aux dates du 23 au 25 octobre 2020.                                                                                        | [ 33 ] |
| Life Is Beautiful Music & Art Festival   | Downtown Las Vegas, Nevada                                     | Édition 2020 annulée. | [ 34 ] |
| Lightning in a Bottle                    | Buena Vista Lake, Californie                                   | Édition 2020 annulée, festival virtuel.                                                                                                | ,      |
| Lockn' Festival                          | Oak Ridge Farm, Arrington, Virginie                            | Reprogrammé aux dates du 1er au 3 octobre 2021.                                                                                        | [ 37 ] |
| March Madness Music Festival             | Centennial Olympic Park, Atlanta, Georgia, U.S.                | Music festival coinciding with the 2020 NCAA Division I men's basketball tournament cancelled following the tournament's cancellation. |        |
| Mission Creek Festival                   | Englert Theatre, Iowa City, Iowa                               | Édition 2020 annulée. |        |
| Mountain Jam                             | Bethel Woods Center for the Arts, Bethel, New York             | Édition 2020 annulée. |        |
| Movement Electronic Music Festival       | Philip A. Hart Plaza, Detroit, Michigan                        | Reporté. Reprogrammé aux dates du September 11–13, 2020.                                                                               | [ 38 ] |
| MusicNOW Festival                        | Cincinnati, Ohio                                               | Édition 2020 annulée. | [ 12 ] |
| New Orleans Jazz & Heritage Festival     | La Nouvelle-Orléans, Louisiane                                 | Édition 2020 annulée. | [ 39 ] |
| Newport Folk Festival                    | Fort Adams State Park, Newport, Rhode Island                   | Édition 2020 annulée. | [ 40 ] |
| Newport Jazz Festival                    | Fort Adams State Park, Newport, Rhode Island                   | Édition 2020 annulée. | [ 40 ] |
| Ojai Music Festival                      | Ojai, Californie                                               | Édition 2020 annulée. | [ 41 ] |
| Rock the Ocean's Tortuga Music Festival  | Fort Lauderdale Beach Park, Fort Lauderdale, Floride           | Rescheduled to October 2–4, 2020 |        |
| South by Southwest                       | Austin, Texas                                                  | Édition 2020 annulée. | [ 42 ] |
| Stagecoach Festival                      | Empire Polo Club, Indio, Californie                            | Initially rescheduled to October 23–25, 2020, and later cancelled.                                                                     | [ 26 ] |
| Summerfest                               | Henry Maier Festival Park, Milwaukee, Wisconsin                | Rescheduled to September 3–5, 10–12, and 17–19, 2020, then cancelled.                                                                  | ,      |
| SunFest                                  | West Palm Beach, Floride                                       | Édition 2020 annulée. | [ 45 ] |
| Texas Music Revolution                   | Amphithéâtre au Oak Point Park, Plano, Texas                   | Reporté. Reprogrammé aux dates du July 31 and August 1, 2020.                                                                          |        |
| Treefort Music Fest                      | Boise, Idaho                                                   | Reporté. Reprogrammé aux dates du 23 au 27 septembre 2020.                                                                             | [ 46 ] |
| Ultra Music Festival                     | Bayfront Park, Miami, Floride                                  | Édition 2020 annulée. | [ 47 ] |
| Waterfront Blues Festival                | Tom McCall Waterfront Park, Portland, Oregon                   | Édition 2020 annulée. | [ 48 ] |
| Welcome to Rockville                     | Daytona International Speedway, Daytona Beach, Floride         | Édition 2020 annulée. | [ 49 ] |

### Finlande
| Festival      | Lieu                         | Détails               | Source |
| ------------- | ---------------------------- | --------------------- | ------ |
| Flow Festival | Suvilahti, Helsinki, Finland | Édition 2020 annulée. | [ 50 ] |

### France
| Festival            | Lieu        | Détails               | Source |
| ------------------- | ----------- | --------------------- | ------ |
| Tomorrowland Winter | Alpe d'Huez | Édition 2020 annulée. | [ 51 ] |

### Hong Kong
| Festival        | Lieu                                            | Détails  | Source |
| --------------- | ----------------------------------------------- | -------- | ------ |
| Sónar Hong Kong | Hong Kong Science Park, Tai Po, New Territories | Reporté. | [ 52 ] |

### Indonésie
| Festival             | Lieu                                     | Détails                                         | Source |
| -------------------- | ---------------------------------------- | ----------------------------------------------- | ------ |
| Hammersonic Festival | Carnaval Beach Ancol, Jakarta, Indonésie | Reprogrammé aux dates du 15 au 17 janvier 2021. | [ 53 ] |

### Irlande
| Festival                | Lieu                                                      | Détails                                               | Source |
| ----------------------- | --------------------------------------------------------- | ----------------------------------------------------- | ------ |
| C2C: Country to Country | O2 Arena, Londres, The SSE Hydro, Glasgow, 3Arena, Dublin | Reporté. Reprogrammé aux dates du 12 au 14 mars 2021. |        |
| Longitude Festival      | Marlay Park, Dublin                                       | Édition 2020 annulée.                                 | [ 54 ] |

### Japon
| Festival                | Lieu           | Détails  | Source |
| ----------------------- | -------------- | -------- | ------ |
| Download Festival Japan | Chiba et Osaka | Reporté. | [ 55 ] |

### Malte
| Festival              | Lieu           | Détails               | Source |
| --------------------- | -------------- | --------------------- | ------ |
| Lost & Found Festival | St. Paul's Bay | Édition 2020 annulée. | [ 56 ] |

### Maroc
| Festival | Lieu  | Détails               | Source |
| -------- | ----- | --------------------- | ------ |
| Mawazine | Rabat | Édition 2020 annulée. | [ 57 ] |

### Mexique
| Festival  | Lieu                                          | Détails               | Source |
| --------- | --------------------------------------------- | --------------------- | ------ |
| Pal Norte | Fundidora Park, Monterrey, Nuevo León, Mexico | Édition 2020 annulée. | [ 58 ] |

### Norvège
| Festival            | Lieu                     | Détails               | Source |
| ------------------- | ------------------------ | --------------------- | ------ |
| Oslo Sommertid (no) | Bjølsenfeltet (no), Oslo | Édition 2020 annulée. | [ 59 ] |

### Paraguay
| Festival    | Lieu                  | Détails             | Source |
| ----------- | --------------------- | ------------------- | ------ |
| Asunciónico | Jockey Club, Asunción | Reporte à fin 2020. | [ 60 ] |

### Pays-Bas
| Festival | Lieu                                   | Détails                                    | Source |
| -------- | -------------------------------------- | ------------------------------------------ | ------ |
| Lowlands | Biddinghuizen                          | Édition 2020 annulée.                      | [ 61 ] |
| WOO HAH! | Safaripark Beekse Bergen, Hilvarenbeek | Reporté aux dates du 9 au 11 juillet 2021. | [ 62 ] |

### Philippines
| Festival                           | Lieu                                     | Détails                                                            | Source |
| ---------------------------------- | ---------------------------------------- | ------------------------------------------------------------------ | ------ |
| Pulp Summer Slam                   | Mall of Asia Arena, Bay City, Pasay      | Édition 2020 annulée.                                              | [ 63 ] |
| Rakrakan Festival                  | CCP Open Grounds, Pasay                  | Reporté initialement pour le 25 avril 2020 puis à nouveau reporté. | [ 64 ] |
| Wanderland Music and Arts Festival | Filinvest City Event Grounds, Muntinlupa | Reporté.                                                           | [ 65 ] |

### Portugal
| Festival              | Lieu                      | Détails                                             | Source |
| --------------------- | ------------------------- | --------------------------------------------------- | ------ |
| Primavera Sound Porto | Parque da Cidade, Porto   | Édition 2020 annulée.                               | [ 66 ] |
| Rock in Rio           | Bela Vista Park, Lisbonne | Reporté aux 19 et 20 juin et aux 26 et 27 juin 2021 | [ 67 ] |

### Royaume-Uni
| Festival                                   | Lieu                                                      | Détails                                                           | Source |
| ------------------------------------------ | --------------------------------------------------------- | ----------------------------------------------------------------- | ------ |
| All Points East                            | Parc Victoria, Londres                                    | Édition 2020 annulée.                                             | [ 12 ] |
| BBC Radio 1's Big Weekend                  | Camperdown Park, Dundee                                   | Édition 2020 annulée.                                             | [ 68 ] |
| Boomtown                                   | Matterley Estate, Winchester, Hampshire                   | Édition 2020 annulée.                                             | [ 69 ] |
| British Summer Time                        | Hyde Park, Londres                                        | Édition 2020 annulée.                                             | [ 70 ] |
| C2C: Country to Country                    | O2 Arena, Londres, The SSE Hydro, Glasgow, 3Arena, Dublin | Reporté. Reprogrammé aux dates du 12 au 14 mars 2021.             |        |
| Download Festival UK                       | Donington Park, Derbyshire                                | Reporté. Reprogrammé aux dates du 4 au 6 juin 2021.               | [ 71 ] |
| Eden Festival                              | Raehills Meadows, Moffat, Dumfries and Galloway           | Édition 2020 annulée.                                             | [ 72 ] |
| Glastonbury Festival                       | Pilton, Somerset                                          | Édition 2020 et 2021 annulées.                                    | ,      |
| Festival de l'île de Wight                 | Seaclose Park, Newport, Île de Wight                      | Édition 2020 annulée.                                             |        |
| Killin Music Festival                      | Killin                                                    | Reprogrammé aux dates du 18 au 20 juin 2021.                      | [ 75 ] |
| Knockengorroch                             | Galloway                                                  | Reprogrammé aux dates du 10 au 13 septembre 2020.                 | [ 76 ] |
| La Linea – The London Latin Music Festival | Londres                                                   | Reporté. Reprogrammé aux dates du 4 septembre au 19 octobre 2020. |        |
| Meltdown Festival                          | Southbank Centre, Londres                                 | Édition 2020 annulée.                                             | [ 12 ] |
| Parklife Festival                          | Heaton Park, Manchester                                   | Édition 2020 annulée.                                             | [ 12 ] |
| Towersey Festival                          | Thame, Oxfordshire                                        | Édition 2020 annulée.                                             | [ 77 ] |
| WOMAD Charlton Park                        | Charlton Park, Malmesbury, Wiltshire                      | Édition 2020 annulée.                                             | [ 78 ] |

### Suisse
| Festival               | Lieu     | Détails               | Source |
| ---------------------- | -------- | --------------------- | ------ |
| Montreux Jazz Festival | Montreux | Édition 2020 annulée. | [ 79 ] |

### Turquie
| Festival                    | Lieu     | Détails  | Source |
| --------------------------- | -------- | -------- | ------ |
| Istanbul Jazz Festival (en) | Istanbul | Reporté. | [ 80 ] |